# Franz Magerl
Franz Magerl (* 1. Dezember 1913 in Obertraubling; † 15. Oktober 1970 ebenda) war ein deutscher Politiker (CSU).

## Leben
Magerl besuchte vier Jahre die Volksschule und neun Jahre das Alte Gymnasium in Regensburg, an dem er 1933 das Abitur ablegte. Danach war er als Freiwilliger in der Reichswehr beim 1. Bataillon des 19. Infanterie-Regiments. Er wurde am 1. Januar 1936 als Beamter in die Heeresverwaltung übernommen und arbeitete bis zum Kriegsausbruch bei der Heeresstandortverwaltung Regensburg. Am 2. Juli 1937 beantragte er die Aufnahme in die NSDAP und wurde rückwirkend zum 1. Mai desselben Jahres aufgenommen (Mitgliedsnummer 4.277.112). Im Krieg war er bis zum 8. Mai 1945 bei der 73. Infanterie-Division sowie bei der 10. Armee. Nach dem Krieg war er kurzzeitig in der Steinindustrie bei der Fabrik Dr. E. Rucker in Regensburg tätig und seit 1949 als Geschäftsführer der Kirchenzeitung der Diözese Regensburg. 
Magerl war vom 13. Dezember 1954 bis zum 3. Dezember 1958 für den Stimmkreis Regensburg-Land Mitglied des Bayerischen Landtages sowie der dortigen CSU-Fraktion. Im Landtag war er des Weiteren Mitglied des Ausschusses für Ernährung und Landwirtschaft, des Ausschusses für Fragen des Beamtenrechts und der Besoldung, des Ausschusses für Wahlprüfung sowie des Ausschusses für kulturpolitische Angelegenheiten. 